# Carl Hugo Risch
Carl Hugo Risch (* 8. November 1841 in Tukums; † 3. Januar 1918 in Moskau) war ein Schweizer Textilfabrikant.

## Leben und Werk

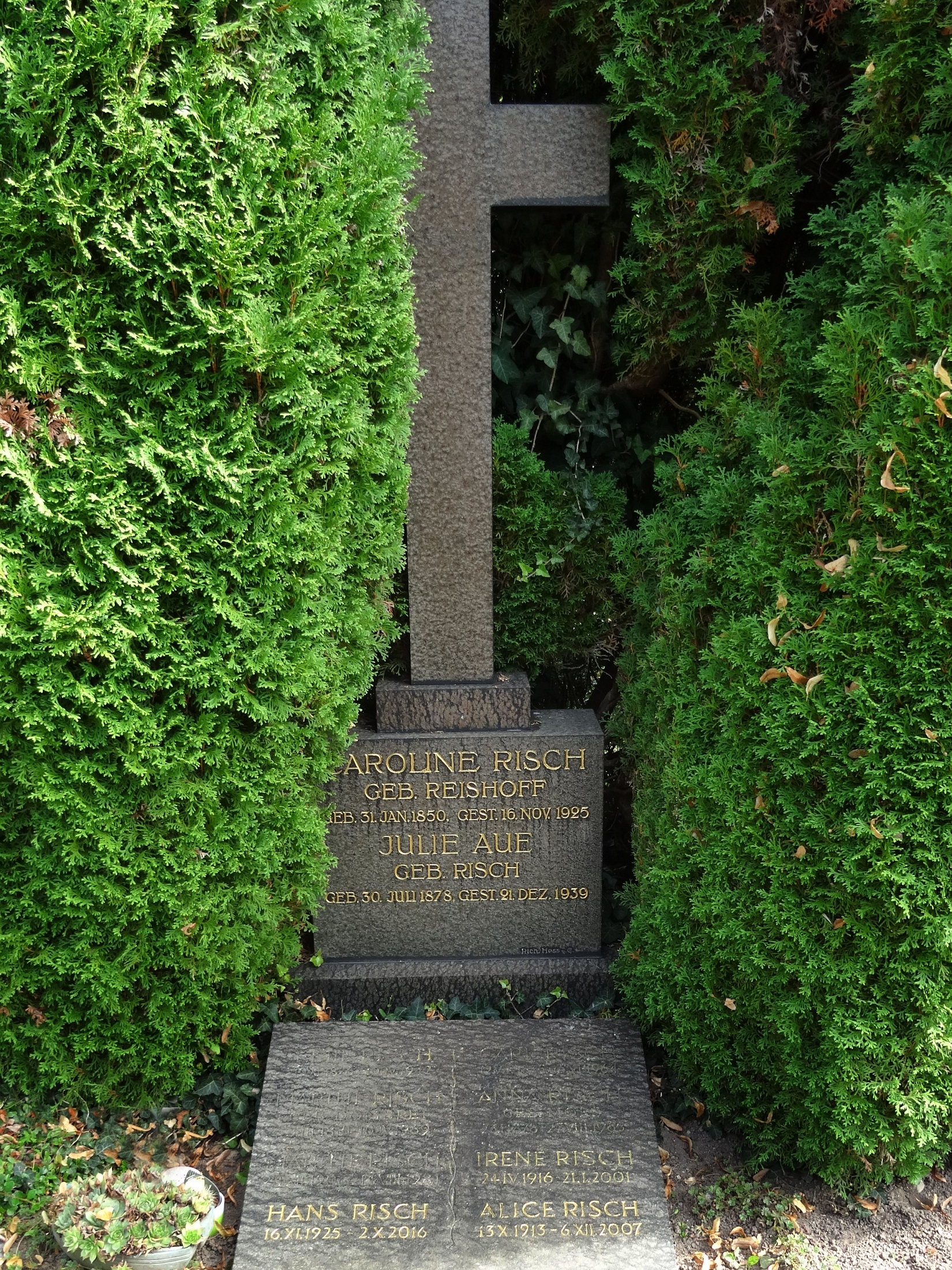
Familiengrab, Friedhof Rehalp, Zürich

Carl Hugo Risch war ein Sohn des aus Tschapppina stammenden Zuckerbäckers Johannes Risch, der um 1827 ins Baltikum auswanderte.
Risch absolvierte eine kaufmännische Lehre und arbeitete anschliessend als Prokurist im Handelshaus Stucken & Co in Moskau. Ab 1879 war er Kaufmännischer Direktor und Delegierter des Verwaltungsrats. 1871 heiratete er die Deutschbaltin Karoline, geborene Reishoff (1850–1925). 
1883 wurde Risch Verwaltungsratspräsident der Versicherungsgesellschaft Jakor in Moskau. 1890 erwarb er eine Baumwollspinnerei-Manufaktur in Reutow und 1891 eine Textilfabrik in Troickoe bei Moskau. Später gründete er die Sukonnaja Fabrik AG. Sein Sohn Carl Theodor (1875–1964) war technischer Direktor der Firma, welche 1918 verstaatlicht wurde. Carl Theodor war der Vater von Ernst Risch. 
Carl Hugo Risch starb 1918 in Moskau. Seine Familie emigrierte und lebte zuletzt in Zürich. Ihre letzte Ruhestätte fanden sie auf dem Friedhof Rehalp.